# Alejandro Valverde
Alejandro Valverde Belmonte (ur. 25 kwietnia 1980 w Las Lumbreras, Murcja) – hiszpański kolarz szosowy, mistrz świata w wyścigu ze startu wspólnego (2018), siedmiokrotny medalista mistrzostw świata, zwycięzca Vuelta a España 2009.
Od samego początku kariery Valverde odnosił bardzo dużo sukcesów w zawodowym peletonie. Na swoim koncie miał wiele wygranych wyścigów jednodniowych, w tym najważniejszych imprezy kolarskich tego typu. Hiszpan triumfował także na etapach Wielkich Tourów – odnotował 17 zwycięstw etapowych.
Valverde był niezwykle utalentowanym zawodnikiem – bardzo dobrze jeździł w górach, dysponował także sporą szybkością, która pozwalałą mu na wygrywanie (nierzadko górskich) finiszy po sprincie z mniejszej grupy.
31 maja 2010 został zdyskwalifikowany przez CAS na dwa lata, co miało związek z jego udziałem w Operación Puerto. Dyskwalifikacja została nałożona od 1 stycznia 2010, co oznaczało zabranie Hiszpanowi zwycięstw osiągniętych w okresie 1 stycznia–31 maja 2010. Valverde odbył dwuletnią karę i w 2012 powrócił do zawodowego peletonu.

## Początki ścigania
Valverde pochodzi z rodziny o kolarskich tradycjach. Jego ojciec i brat brali udział w wyścigach niższych kategorii. Alejandro zaczął się ścigać w wieku 9 lat i w najmłodszych kategoriach wiekowych wygrywał wszystkie wyścigi, w których brał udział. Zanim przeszedł na zawodowstwo, zdobył mistrzostwo Hiszpanii do lat 23 (2001). Oprócz tego odnosił szereg innych sukcesów na szosie oraz na torze.

## Kariera zawodowa

### 2002
Valverde podpisał swój pierwszy zawodowy kontrakt z drużyną Kelme-Costa Blanca. W swoim pierwszym wyścigu – Clasica de Almeria – zajął 8. miejsce. Brał również udział w wyścigach takich jak Tour de Romandie, Volta a Catalunya, czy Vuelta a España, z której wycofał się na 15. etapie prowadzącym na Alto de l’Angliru.

### 2003
Następny rok spędzony w Kelme okazał się być dla Valverde przełomowym. Zaczął od niezłych miejsc w hiszpańskich wyścigach jednodniowych na początku sezonu. W Vuelta al País Vasco zajął 5. miejsce, wygrywając jeden etap i będąc na prowadzeniu przez dwa dni. Następnie wygrał nieźle obsadzony wyścig Klasika Primavera, a we wrześniu wziął udział we Vuelcie. Zaprezentował się tam wspaniale, wygrywając 2 etapy i zajmując trzecie miejsce w klasyfikacji generalnej całego wyścigu. Uległ jedynie Robertowi Herasowi, mającemu już na koncie zwycięstwo w hiszpańskim wyścigu oraz Isidro Nozalowi. Po Vuelcie pojechał do Hamilton w Kanadzie, aby reprezentować Hiszpanię na Mistrzostwach Świata. Wyścig wygrał Igor Astarloa po samotnej akcji przyjeżdżając pięć sekund przed Valverde, który drugie miejsce wywalczył pokonując na finiszu Petera Van Petegema i Paolo Bettiniego.

### 2004
Ostatni rok spędzony w Kelme przyniósł Alejandro 13 zwycięstw na hiszpańskich szosach. Ponownie zaczął od dobrych występów w jednodniówkach na Półwyspie Iberyjskim. Z dobrej strony pokazał się w Kraju Basków, gdzie zajął 6. miejsce i wygrał pierwszy etap. Jego łupem padły kolejno Klasika Primavera i Vuelta a Burgos (3 wygrane etapy). Na początku sierpnia reprezentował Hiszpanię na igrzyskach olimpijskich w Atenach, gdzie zajął 47. miejsce. We wrześniu po raz drugi pojechał na Vueltę i tym razem zajął 4. miejsce, wygrywając przy okazji jeden etap. Na rozgrywanych pod koniec sezonu mistrzostwach świata w Weronie pomógł Oscarowi Freire w zdobyciu jego drugiego złotego medalu, sam zaś zajął szóstą lokatę.

### 2005
Alejandro na początku 2005 odszedł z Kelme i podpisał kontrakt z ekipą Illes Baleares-Caisse d’Epargne. W marcu zadebiutował w „Wyścigu ku Słońcu” – Paryż-Nicea. Wygrał jeden etap, a w klasyfikacji generalnej został pokonany jedynie przez Amerykanina Bobby’ego Jullicha. Następnie wygrał dwa etapy Vuelta al País Vasco, a pod koniec kwietnia zadebiutował w tzw. ardeńskich klasykach. Przed wyjazdem na swój pierwszy Tour de France Valverde zajął jeszcze 8. miejsce w mistrzostwach Hiszpanii. Z jego wyjazdem do Francji związane były duże nadzieje na wysokie miejsce w klasyfikacji generalnej wyścigu. Alejandro jechał bardzo dobrze i na 10. etapie, prowadzącym do stacji narciarskiej w Courchevel, na finiszu pokonał samego Lance’a Armstronga. Jednak na 13. etapie był zmuszony wycofać się z wyścigu z powodu kontuzji kolana. Do tego czasu zajmował wysokie 5. miejsce i prowadził w walce o maillot blanc. To niepowodzenie powetował sobie srebrnym medalem mistrzostw świata w Madrycie, organizowanych w Madrycie. Na finiszu uległ jedynie Tomowi Boonenowi. Na koniec sezonu po raz drugi i dotychczas ostatni wystąpił w wyścigu Giro di Lombardia, w którym zajął 12. miejsce.

### 2006
Zaczynając następny sezon Valverde zapewne nie wiedział, że będzie on najlepszym w jego wykonaniu od początku kariery. Tak jak zawsze zaczął od udziału w wyścigach jednodniowych, gdzie zanotował kilka niezłych rezultatów. W kwietniu zajął drugie miejsce w Vuelta al País Vasco zwyciężając po drodze na jednym z etapów. Po raz drugi pojechał w Ardeny i do domu wrócił z dwoma zwycięstwami: w La Flèche Wallonne oraz Liège-Bastogne-Liège. Swoją wysoką formę potwierdził zajmując trzecie miejsce w Tour de Romandie, gdzie również sięgnął po zwycięstwo etapowe. W lipcu przystąpił do Tour de France w roli jednego z głównych kandydatów do zwycięstwa. Aby zająć jak najwyższe miejsce specjalnie trenował we Włoszech jazdę na czas – swoją najsłabszą umiejętność. Jednak już na 3. etapie wyścigu Alejandro upadł, złamał obojczyk i zakończył udział w wyścigu. Wobec tak nieoczekiwanego przebiegu wydarzeń postanowił skupić się na hiszpańskiej Vuelcie. We wrześniu przyjechał tam jako główny faworyt i po zaciętej walce z Aleksandrem Winokurowem zajął drugie miejsce, wygrywając kolejny już w karierze etap. Sezon tradycyjnie zakończył udziałem w mistrzostwach świata w Salzburgu. Ponownie przywiózł medal, tym razem brązowy. Na finiszu przegrał tylko z Paolo Bettinim i Erikiem Zabelem. Po zakończeniu sezonu został uhonorowany wyróżnieniem przyznawanym przez UCI najlepszemu zawodnikowi sezonu.

### 2007
W porównaniu z poprzednim sezonem, 2007 był dla Hiszpana nieco gorszy. Zaliczył wiele miejsc na podium, zwyciężał stosunkowo rzadko. Najpierw wygrał Vuelta a Murcia, zajął 5. miejsce w Vuelta al País Vasco. Następnym celem była obrona tytułu króla ardeńskich klasyków. Nie powiodło się i Alejandro do domu wrócił z szóstym miejscem w Amstel Gold Race i dwom drugimi w La Flèche Wallonne i Liège-Bastogne-Liège. Dalszą cześć sezonu podporządkował Tour de France. W ramach przygotowań pojechał Critérium du Dauphiné, którego nie ukończył oraz mistrzostwa Hiszpanii, podczas których został wicemistrzem kraju. W lipcu na szosach Francji wreszcie udało mu się zrealizować marzenie – ukończyć Tour de France. Zajął 6. miejsce ze stratą 11:37 do zwycięskiego Alberto Contadora. Nie wygrał żadnego etapu, a szanse na wyższe miejsce przekreśliła jego jazda na etapach jazdy indywidualnej na czas. Po ukończeniu Touru, zdecydował nie jechać Vuelty, tylko spokojnie przygotować się do mistrzostw świata w Stuttgarcie. Wygrał jeden etap wyścigu Vuelta a Burgos, miesiąc potem udał się do Niemiec. Tu jednakże nie odegrał żadnej roli w wyścigu mistrzowskim i zajął dopiero 56. miejsce. W ten sposób zakończył swój najsłabszy od trzech lat sezon.

### 2008

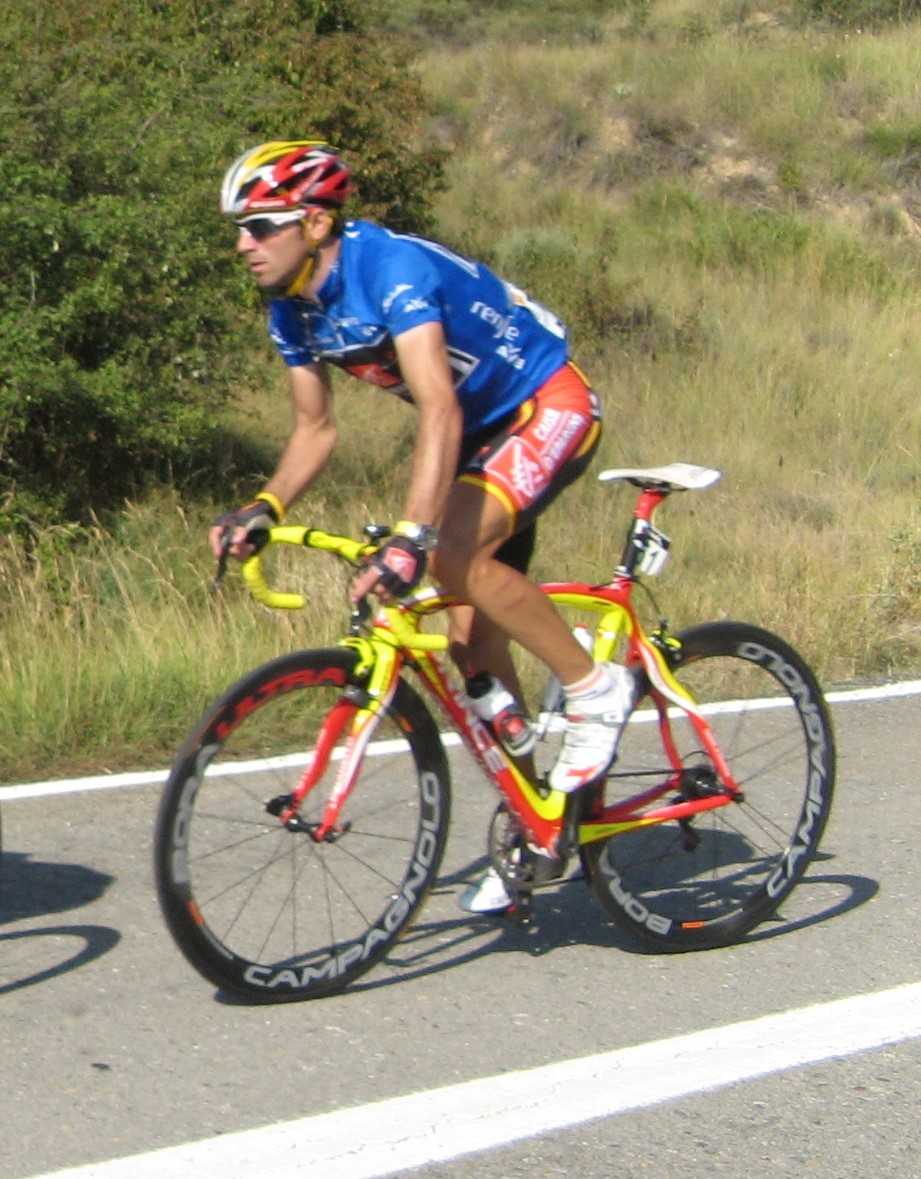
Valverde podczas Vuelta a España 2008

Słabsze występy w poprzednim sezonie Alejandro powetował sobie w następnym. Najpierw sięgnął po zwycięstwie w swoim domowym wyścigu – Vuelta a Murcia, a w kwietniu przeprowadził udaną „ardeńską kampanię”. Wywalczył trzecie miejsce w Amstel Gold Race, a po słabszej La Flèche Wallonne wygrał Liège-Bastogne-Liège. Tryskający świetną formą Valverde w czerwcu pojechał do Francji na wyścig Critérium du Dauphiné Libéré. Zwyciężył w nim, pokonując takich kolarzy jak Cadel Evans i Levi Leipheimer. Wygrał również dwa etapy. Te sukcesy stawiały go ponownie w szeregu najpoważniejszych kandydatów do zwycięstwa w Tour de France. Przed „Wielką Pętlą” sięgnął jeszcze po tytuł mistrza kraju i już podczas Touru kibice mogli oglądać go z hiszpańskimi akcentami na koszulce i na rowerze pomalowanym w narodowe barwy.
Valverde wygrał już pierwszy etap. Na lekko wznoszącym się finiszu pokonał Philippe’a Gilberta i Jérôme'a Pineau. Następne zwycięstwo etapowe przypadło kolarzowi z Murcji na szóstym etapie po dyskwalifikacji pierwotnego triumfatora tego odcinka, Riccardo Ricco. Kluczowy dla Alejandro okazał się 10. etap, prowadzący na legendarny Hautacam. Stracił tam prawie 6 minut do zwycięzcy etapowego i mimo lepszej postawy w Alpach zajął ostatecznie „jedynie” ósme miejsce. Po Tourze wygrał ważny klasyk Clásica de San Sebastián i zajął 12. miejsce podczas igrzysk olimpijskich w Pekinie.
Następnym celem Alejandro była hiszpańska Vuelta. Już na samym początku pokazał się w Hiszpanii z bardzo dobrej strony, wygrywając drugi etap. Jego plany zostały pokrzyżowane na 12. odcinku, prowadzącym do Suances. Na deszczowym etapie stracił ponad trzy minuty do późniejszego zwycięzcy Alberto Contadora. Dzień później na etapie kończącym się na Alto de L’Angliru, Valverde ruszył do ataku i wraz z Contadorem i Joaquimem Rodríguezem oderwał się od peletonu. Etap wygrał Contador, Valverde przyjechał drugi i wspiął się na wyższe miejsce w generalce. Ostatecznie ukończył rywalizację na piątym miejscu i tym samym po raz pierwszy w karierze ukończył dwa Grand Toury w jednym sezonie.

### 2009
W 2009 roku, Valverde osiągnął swój największy sukces – triumfował w Vuelta a España. Zanim jednak tego dokonał, przez cały sezon wygrywał mniejsze wyścigi. Rozpoczął od czwartego miejsca w Tour de Romandie, następnie przyszła już zwycięska passa. Wygrane wyścigi Volta a Cataluña, Critérium du Dauphiné oraz Vuelta a Burgos powetowały Alejandro nieobecność w Tour de France (w związku z tzw. Operación Puerto miał zakaz startowania we Włoszech; jeden z etapów Tour de France przebiegał przez Włochy, więc Valverde nie mógł wystartować). We wrześniu stanął na starcie Vuelty i mimo że nie wygrał ani jednego etapu, rozsądną jazdą zapewnił sobie zwycięstwo w całym wyścigu. Na trasie pokonał Samuela Sancheza i Cadela Evansa, którego defekt na jednym z górskich etapów wyeliminował z walki o zwycięstwo. Valverde po raz pierwszy w karierze wygrał Grand Tour i udowodnił, że potrafi przejechać takowy bez dnia słabości, co we wcześniejszych latach było jego bolączką. Zakończenie sezonu tradycyjnie stanowiły mistrzostwa świata w Mendrisio. Imprezę tą wygrał po śmiałym ataku Evans, a Valverde, jadąc w końcówce asekuracyjnie, wywalczył 9. miejsce.

### 2010
Ten sezon dla Valverde stał pod znakiem ciągłej walki z kolarskimi organami władzy w Lozannie, mającymi podjąć decyzję o jego ewentualnej dyskwalifikacji za udział w tzw. Operación Puerto. Nie przeszkadzało mu to jednak cały czas startować i już na początku sezonu odniósł zwycięstwo w krótkiej etapówce Tour Méditerranéen. Następnie zajął drugie miejsce w Paryż-Nicea, a później takie samo w Vuelta al País Vasco, gdzie na dodatek wygrał dwa etapy. W Liège-Bastogne-Liège zajął 3. miejsce, a następnie zwyciężył w Tour de Romandie i w ten sposób zakończył pierwszą część sezonu. Drugiej nie dane mu było przejechać, gdyż w Lozannie zapadł wyrok skazujący Valverde na dwa lata zawieszenia i zakaz startów do 1 stycznia 2012 roku (dyskwalifikacja obejmowała okres od 1 stycznia 2010 roku, dlatego też wszystkie rezultaty przez niego uzyskane od tego czasu zostały usunięte z oficjalnych tabel). Valverde obiecał wrócić jeszcze mocniejszy i zapowiedział powrót zaraz po ogłoszeniu wyroku.

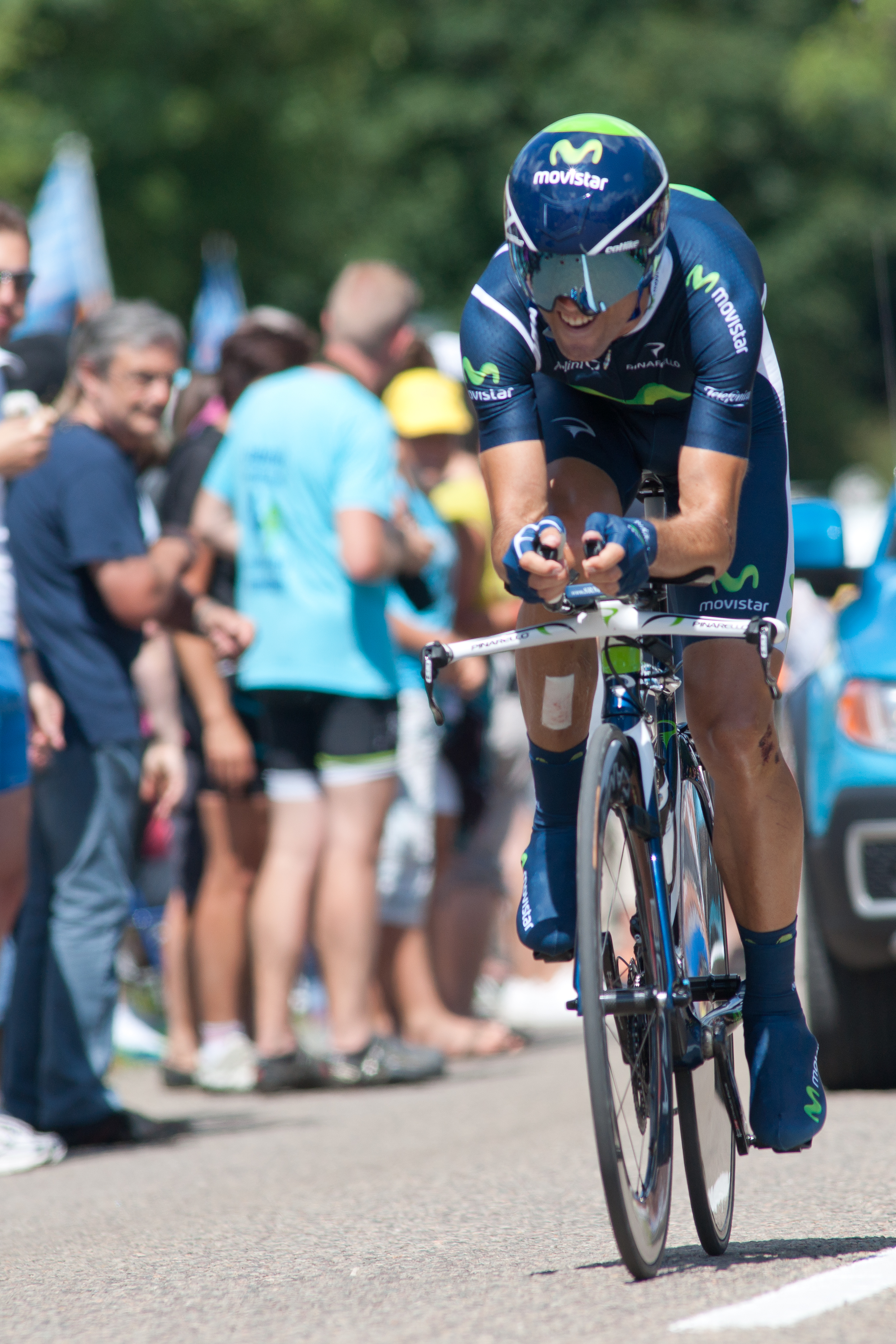
Valverde podczas Tour de France

### 2012
Powrót do peletonu Valverde było jednym z najważniejszych tematów w kolarskim świecie na początku sezonu. Hiszpan zdecydował się wziąć udział w styczniowym Tour Down Under. Jego start wypadł naprawdę okazale. Alejandro wygrał etap z metą na podjeździe w Willunga, pokonując faworyta gospodarzy Simona Gerransa. W klasyfikacji generalnej Hiszpan zajął drugie miejsce. W marcu przystąpił do Paryż-Nicea. Wygrał jeden etap, ale w całym wyścigu musiał pogodzić się z wyższością Braleya Wigginsa i Lieuewe Westry. Następnym testem formy był czerwcowy Tour de Suisse. Decydujący pierwszy etap, Alejandro ukończył na 9. miejscu, 18 sekund za zwycięzcą etapowym i kolegą z drużyny, Ruim Costą. Na pozostałych górskich etapach skupił się na pomocy Portugalczykowi, co zaowocowało końcowym sukcesem młodego zawodnika Movistaru. Sam Valverde ukończył rywalizację na 9. miejscu. Będąc w dobrej formie, wyruszył na francuskie szosy, aby wziąć udział w Tour de France. Jego celem była klasyfikacja generalna, lecz udział w kraksach na początkowych etapach pokrzyżował te plany. Alejandro, mającemu dużą stratę czasową do liderów, pozostała więc walka o zwycięstwo etapowe. Cel udało mu się osiągnąć na 17. etapie, prowadzącym do Peyragudes. Po zakończonej powodzeniem ucieczce wjechał na metę jako pierwszy, 19. sekund przed Chrisem Froomem i Bradleyem Wigginsem. Cały wyścig zakończył na 20. miejscu.
Następnym celem Valverde stała się hiszpańska Vuelta. Udało mu się odnieść dwa etapowe triumfy, przez jeden dzień jechał również w koszulce lidera wyścigu. Ostatecznie uplasował się na drugim miejscu w klasyfikacji generalnej, zwyciężając przy okazji w klasyfikacji punktowej i kombinowanej (obie odebrał Joaquimowi Rodríguezowi dopiero na ostatnim etapie). Dobrą passę Valverde postanowił kontynuować na mistrzostwach świata w Valkenburgu. W wyścigu elity ze startu wspólnego wywalczył trzecie miejsce, tracąc 5 sekund do zwycięzcy. Mistrzem świata został Belg Philippe Gilbert, 4 sekundy stracił Norweg Edvald Boasson Hagen, następnie linię mety przekroczył Valverde. Jest to już jego czwarty medal mistrzostw świata, a drugi brązowy (wcześniej Salzburg 2006).

### 2013
Jak w 2012 roku Alejandro Valverde wygrał Vuelta Andalucia 2013. Valverde kontynuował dobrą passę podczas Amstel Gold Race 2013, gdzie zdobył 2. miejsce oraz La Flèche Wallonne. Po dobrej wiośnie przyszedł czas na Tour de France 2013. Valverde rozpoczął dobrze od trzeciego miejsca na etapie do Ax3 Domaines za Chrisem Froomem i Richiem Porte. Następnego dnia Porte stracił 15 minut, dzięki czemu Alejandro awansował na drugą pozycję. Na 10 etapie Valverde złapał gumę i stracił około 10 minut i wypadł z pierwszej dziesiątki Touru. Valverde zdołał odrobić niewielkie straty kończąc wyścig na 8. miejscu.

### 2018
30 września 2018 został mistrzem świata ze startu wspólnego podczas mistrzostw świata w austriackim Innsbrucku.

## Najważniejsze osiągnięcia
2003
- 3. miejsce w Vuelta a Andalucia
- 1. miejsce na 3. etapie Vuelta al País Vasco
- 1. miejsce w Klasika Primavera
- 3. miejsce w Vuelta a España
  - 1. miejsce na 9. i 15. etapie
  -  1. miejsce w klasyfikacji kombinowanej
- 2. miejsce w mistrzostwach świata (start wspólny)

2004
- 1. miejsce w Volta a la Comunitat Valenciana
  - 1. miejsce na 2. i 3. etapie
- 1. miejsce w Vuelta a Murcia
- 1. miejsce na 1. etapie Vuelta al País Vasco
- 1. miejsce w Klasika Primavera
- 1. miejsce na 3., 4. i 5. etapie Vuelta a Castilla y León
- 1. miejsce w Vuelta a Burgos
  - 1. miejsce na 1., 2. i 3. etapie
- 4. miejsce w Vuelta a España
  - 1. miejsce na 3. etapie
- 6. miejsce w mistrzostwach świata

2005
- 1. miejsce w Trofeo Soller i Trofeo Manacor
- 2. miejsce w Paryż-Nicea
  - 1. miejsce na 7. etapie
- 2. miejsce w GP Miguel Indurain
- 1. miejsce na 3. i 4. etapie Vuelta al País Vasco
- 1. miejsce na 10. etapie Tour de France
- 2. miejsce w mistrzostwach świata (start wspólny)

2006
- 1. miejsce na 2. etapie Vuelta a Murcia
- 2. miejsce Vuelta al País Vasco
  - 1. miejsce na 1. etapie
- 1. miejsce w La Flèche Wallonne
- 1. miejsce w Liège-Bastogne-Liège
- 3. miejsce w Tour de Romandie
  - 1. miejsce na 4. etapie
- 2. miejsce w Vuelta a España
  - 1. miejsce na 7. etapie
  - koszulka lidera przez 8 etapów
- 3. miejsce w mistrzostwach świata (start wspólny)
- 1. miejsce w klasyfikacji UCI ProTour

2007
- 1. miejsce w Volta a la Comunitat Valenciana
- 1. miejsce w Vuelta a Murcia
- 3. miejsce w Criterium International
- 2. miejsce w Liège-Bastogne-Liège
- 2. miejsce w La Flèche Wallonne
- 6. miejsce w Tour de France
- 3. miejsce w Clásica de San Sebastián
- 2. miejsce w Vuelta a Burgos

2008
- 1. miejsce w Vuelta a Murcia
- 2. miejsce w Klasika Primavera
- 1. miejsce w Liège-Bastogne-Liège
- 1. miejsce w Critérium du Dauphiné Libéré
  - 1. miejsce na 1. i 3. etapie
- 1. miejsce w mistrzostwach Hiszpanii (start wspólny)
- 8. miejsce w Tour de France 2008
  - 1. miejsce na 1. etapie
  - koszulka lidera przez dwa etapy
- 1. miejsce w Clásica de San Sebastián
- 5. miejsce w Vuelta a España
  - 1. miejsce na 2. etapie
- 1. miejsce w klasyfikacji UCI ProTour

2009
- 1. miejsce na 3. i 5. etapie Vuelta a Castilla y León
- 1. miejsce w Klasika Primavera
- 1. miejsce w Volta a Catalunya
  - 1. miejsce na 3. etapie
- 1. miejsce w Critérium du Dauphiné Libéré
- 1. miejsce w Vuelta a Burgos
- 1. miejsce w Vuelta a España
  -  1. miejsce w klasyfikacji kombinowanej

2010
** 2. miejsce w Paryż-Nicea

** 2. miejsce w Vuelta al País Vasco

*** 1. miejsce na 1. i 2. etapie

** 3. miejsce w Liège-Bastogne-Liège

** 1. miejsce w Tour de Romandie

*** 1. miejsce na 5. etapie
2012
- 2. miejsce w Tour Down Under
  - 1. miejsce na 5. etapie
- 1. miejsce w Vuelta a Andalucía
  - 1. miejsce na 3. etapie
- 3. miejsce w Paryż-Nicea
  - 1. miejsce na 3. etapie
- 2. miejsce w Klasika Primavera
- 1. miejsce na 17. etapie Tour de France
- 2. miejsce w Vuelta a España
  - koszulka lidera wyścigu przez jeden etap
  -   1. miejsce w klasyfikacji punktowej i kombinowanej
  - 1. miejsce na 1. (TTT), 3. i 8. etapie
- 3. miejsce w mistrzostwach świata (start wspólny)

2013
- 1.miejsce w Mallorca Challenge
- 1. miejsce w Vuelta a Andalucía
  - 1. miejsce w prologu i na 3. etapie
- 3. miejsce w Vuelta a Murcia
- 2. miejsce w Amstel Gold Race
- 3. miejsce w Liège-Bastogne-Liège
- 8. miejsce w Tour de France
- 2. miejsce w Clásica de San Sebastián
- 3. miejsce w Vuelta a España
  -  1. miejsce w klasyfikacji punktowej
- 3. miejsce w mistrzostwach świata (start wspólny)
- 2. miejsce w Giro di Lombardia

2014
- 1. miejsce w Vuelta a Andalucía
  - 1. miejsce w prologu oraz na 1. i 2. etapie
- 1. miejsce w Vuelta a Murcia
- 1. miejsce w Roma Maxima
- 1. miejsce w GP Miguel Indurain
- 3. miejsce w Strade Bianche
- 1. miejsce w La Flèche Wallonne
- 2. miejsce w Liège-Bastogne-Liège
- 2. miejsce w Route du Sud
- 1. miejsce w mistrzostwach Hiszpanii (jazda ind. na czas)
- 2. miejsce w mistrzostwach Hiszpanii (start wspólny)
- 1. miejsce w Clásica de San Sebastián
- 3. miejsce w Vuelta a España
  - 1. miejsce na 6. etapie
  - koszulka lidera przez 4 etapy (3. oraz 7.-9.)
- 1. miejsce w klasyfikacji UCI World Tour
- 3. miejsce w mistrzostwach świata (start wspólny)

2015
- 3. miejsce w Tour of Oman
- 3. miejsce w Strade Bianche
- 2. miejsce w Volta a Catalunya
  - 1. miejsce na 2., 5. i 7. etapie
- 2. miejsce w Amstel Gold Race
- 1. miejsce w La Flèche Wallonne
- 1. miejsce w Liège-Bastogne-Liège
- 1. miejsce w mistrzostwach Hiszpanii (start wspólny)
- 3. miejsce w Tour de France
- 3. miejsce w Clásica de San Sebastián
- 7. miejsce w Vuelta a España
  - 1. miejsce na 4. etapie
  -  1. miejsce w klasyfikacji punktowej
- 1. miejsce w klasyfikacji UCI World Tour

2016
- 2. miejsce w Vuelta a Murcia
- 1. miejsce w Vuelta a Andalucía
  - 1. miejsce na 5. etapie
- 1. miejsce w La Flèche Wallonne
- 3. miejsce w Giro d’Italia
  - 1. miejsce na 16. etapie
- 3. miejsce w Clásica de San Sebastián

2017
- 1. miejsce w Vuelta a Andalucía
- 1. miejsce w Vuelta a Murcia
  - 1. miejsce na 1. etapie
- 1. miejsce w Volta a Catalunya
  -  1. miejsce w klasyfikacji górskiej
  - 1. miejsce na 3., 5. i 7. etapie
- 1. miejsce w Vuelta al País Vasco
  - 1. miejsce na 5. etapie
  -  1. miejsce w klasyfikacji punktowej
- 1. miejsce w La Flèche Wallonne
- 1. miejsce w Liège-Bastogne-Liège

2018
- 1. miejsce w Volta a la Comunitat Valenciana
  - 1. miejsce na 2. i 4. etapie
- 2. miejsce w Vuelta a Murcia
- 1. miejsce w Abu Dhabi Tour
  - 1. miejsce na 5. etapie
- 1. miejsce w Volta a Catalunya
  - 1. miejsce na 2. i 4. etapie
  -  1. miejsce w klasyfikacji górskiej
- 1. miejsce w GP Miguel Indurain
- 2. miejsce w Klasika Primavera
- 2. miejsce w La Flèche Wallonne
- 5. miejsce w Vuelta a España
  -  1. miejsce w klasyfikacji punktowej
  - 1. miejsce na 2. i 8. etapie
- 1. miejsce w mistrzostwach świata (start wspólny)

2019
- 2. miejsce w UAE Tour
  - 1. miejsce na 3. etapie
- 1. miejsce w Route d'Occitanie
  - 1. miejsce na 1. etapie
- 1. miejsce w mistrzostwach Hiszpanii (startu wspólny)
- 9. miejsce w Tour de France
- 2. miejsce w Vuelta a España
  - 1. miejsce na 7. etapie
- 2. miejsce w Giro di Lombardia

2021
- 1. miejsce w Grand Prix Miguel Indurain
- 3. miejsce w La Flèche Wallonne
- 1. miejsce na 6. etapie Critérium du Dauphiné
- 2. miejsce w Giro di Sicilia
  - 1. miejsce na 3. etapie

2022
- 2. miejsce w Trofeo Serra de Tramuntana
- 1. miejsce w Trofeo Pollença
- 1. miejsce w Gran Camiño
  - 1. miejsce w klasyfikacji punktowej
  - 1. miejsce na 3. etapie
- 2. miejsce w Strade Bianche
- 2. miejsce w La Flèche Wallonne
- 2. miejsce w Coppa Agostoni
- 3. miejsce w Tre Valli Varesine

## Starty w Wielkich Tourach
| Grand Tour | 2002 | 2003 | 2004 | 2005 | 2006 | 2007 | 2008 | 2009 | 2010 | 2011 | 2012 | 2013 | 2014 | 2015 | 2016 | 2017 | 2018 | 2019 | 2020 | 2021 | 2022 |
| ---------- | ---- | ---- | ---- | ---- | ---- | ---- | ---- | ---- | ---- | ---- | ---- | ---- | ---- | ---- | ---- | ---- | ---- | ---- | ---- | ---- | ---- |
| Giro       | –    | –    | –    | –    | –    | –    | –    | –    | –    | –    | –    | –    | –    | –    | 3.   | –    | –    | –    | –    | –    | 11.  |
| Tour       | –    | –    | –    | DNF  | DNF  | 6.   | 8.   | –    | –    | –    | 20.  | 8.   | 4.   | 3.   | 6.   | DNF  | 14.  | 9.   | 12.  | 24.  | –    |
| Vuelta     | DNF  | 3.   | 4.   | –    | 2.   | –    | 5    | 1.   | –    | –    | 2.   | 3.   | 3.   | 7.   | 12.  | –    | 5.   | 2.   | 10.  | DNF  | 13.  |

## Rankingi
| Rok                | 2002 | 2003 | 2004 | 2005 | 2006 | 2007 | 2008 | 2009 | 2010 | 2011 | 2012 | 2013 | 2014 | 2015 | 2016 | 2017 | 2018 | 2019 | 2020 | 2021 | 2022 |
| ------------------ | ---- | ---- | ---- | ---- | ---- | ---- | ---- | ---- | ---- | ---- | ---- | ---- | ---- | ---- | ---- | ---- | ---- | ---- | ---- | ---- | ---- |
| UCI World Ranking  | 352. | 7.   | 5.   |      |      |      |      |      |      |      |      |      |      |      |      |      |      |      |      |      |      |
| UCI ProTour        |      |      |      | 22.  | 1.   | 4.   | 1.   |      |      |      |      |      |      |      |      |      |      |      |      |      |      |
| UCI World Calendar |      |      |      |      |      |      |      | 2.   | -    |      |      |      |      |      |      |      |      |      |      |      |      |
| UCI World Tour     |      |      |      |      |      |      |      |      |      | -    | 5.   | 3.   | 1.   | 1.   | 4.   | 7.   | 3.   |      |      |      |      |
| World Ranking      |      |      |      |      |      |      |      |      |      |      |      |      |      |      | 5.   | 7.   | 1.   | 5.   | 53.  | 11.  | 10.  |
| UCI Europe Tour    |      |      |      |      |      |      |      |      |      |      |      |      |      |      | 22.  | 27.  | 4.   | 4.   | 43.  | 9.   | 10.  |
| UCI America Tour   |      |      |      |      |      |      |      |      |      |      |      |      |      |      | 252. | -    | -    |      |      |      |      |
|                    |      |      |      |      |      |      |      |      |      |      |      |      |      |      |      |      |      |      |      |      |      |
| Źródło: UCI        |      |      |      |      |      |      |      |      |      |      |      |      |      |      |      |      |      |      |      |      |      |